# Fälaren
Fälaren är en sjö i Tierps kommun i Uppland och ingår i Forsmarksåns huvudavrinningsområde. Sjön är 2,8 meter djup, har en yta på 2,13 kvadratkilometer och befinner sig 32 meter över havet. Sjön avvattnas av vattendraget Fälarån. Vid provfiske har bland annat abborre, björkna, braxen och gärs fångats i sjön.
Fälaren är omgiven av skogar, mossar och myrar med vildmarksprägel. Sjön är en av de övre sjöarna i Forsmarksåns sjösystem. Fälarenområdet är utpekat som riksintressant för naturvården. Omgivande mossar och myrar (inklusive sumpskog) omfattar 950 hektar. I sjön ses regelbundet ödemarksfågeln storlom.  Fälarenområdet bjuder på vildmarksmystik och är för den friluftsintresserade ett värdefullt område som kan erbjuda lugn, bad och naturupplevelser. Rent geografiskt och fysiskt hänger området kring Fälaren ihop med vildmarksområdet Florarna men är inte skyddat som naturreservat. I "Naturvårdsinventering i Uppsala län" från 1972 föreslår utredarna/inventerarna Eric Haglund och Tord Ingmar att:
"Alla åtgärder i området undvikes som - ensamma eller tillsammans - i högre grad varaktigt kan påverka någon större eller alternativt väsentligare del av områdets våtmarker i onaturlig riktning (vattenståndsmässigt, kemiskt, biologiskt etc). Våtmarkerna undantas sålunda i stort sett generellt från tex dikning, avloppsutsläpp, skogsgödsling och motorfordonskörning på mark utan bärande tjäle. Det bör vara ett minimum att i skogsbruket spara skog på framträdande och öppet liggande uddar och småholmar i Fälaren och på omkringliggande myrar. Fritidsbebyggelse och annan ny bebyggelse hålls så långt som möjligt tillbaka i detta område."
Naturskyddsföreningen tillställde under sommaren 2005 Länsstyrelsen samt Tierps kommun en skrivelse där de föreslår att Fälarenområdet skall ingå i ett så kallat "fridfullt område" eller en tyst zon. Perspektivet är att Fälaren tillsammans med det intilliggande Florarna skulle vara lämpligt som ett område där man medvetet försöker minimera konstgjorda/mänskliga ljud (buller och så vidare) till förmån för naturens egna.

## Delavrinningsområde
Fälaren ingår i delavrinningsområde (669276-160980) som SMHI kallar för Utloppet av Fälaren. Medelhöjden är 36 meter över havet och ytan är 22,17 kvadratkilometer. Det finns inga avrinningsområden uppströms utan avrinningsområdet är högsta punkten. Fälarån som avvattnar avrinningsområdet har biflödesordning 2, vilket innebär att vattnet flödar genom totalt 2 vattendrag innan det når havet efter 50 kilometer. Avrinningsområdet består mestadels av skog (63 procent) och sankmarker (25 procent). Avrinningsområdet har 2,14 kvadratkilometer vattenytor vilket ger det en sjöprocent på 9,6 procent.

## Fisk
Vid provfiske har följande fisk fångats i sjön:
- Abborre
- Björkna
- Braxen
- Gärs
- Mört
- Sarv
- Sutare